# Lochower See
Der Lochower See ist ein See in der Gemeinde Stechow-Ferchesar.
Der See ist 6,3 Hektar groß und fast vollständig von Wald umschlossen. Rund 1,2 km entfernt vom Lochower See liegt der Witzker See. Zwischen beiden Seen liegt ein kleiner Dorfteil der Gemeinde Stechow-Ferchesar mit etwa 50 Einwohnern. Im Ortsteil Lochow (Namensgeber für den See) gibt es etwa 100 Finn- und andere Urlaubshütten zum Anmieten. Die Umgebung ist durch viele im Norden liegenden Kanäle und Felder geprägt. Im Osten, Süden und Westen befindet sich eine Hügellandschaft mit Hügeln zwischen 50 und 150 m Höhe.